# Nathan George Evans
Nathan George Evans (3 februari 1824 – 23 november 1868) Hij diende als officier in het United States Army en na het uitbreken van de Amerikaanse Burgeroorlog als generaal in het Confederate States Army.

## Vroege jaren
Evans werd geboren op 3 februari 1824 in Marion County, South Carolina. Hij was de derde zoon van Thomas en Jane Beverly (geboren als Daniel) Evans. Hij volgde kort les aan de Randolph-Macon College in Virginia. Maar kreeg als snel een plaats aan de United States Military Academy in West Point dankzij John C. Calhoun. In 1848 studeerde Evans af en werd hij benoemd tot gebrevetteerde tweede luitenant. Hij werd ingedeeld bij de 1st U.S. Dragoons die dienst deed aan de westelijke frontier. Pas eind 1849 werd hij officieel aangesteld als officier. Hij werd overgeplaatst naar de 2nd U.S. Dragoons. Evans werd een ervaren cavalerieofficier. Hij werd bevorderd tot 1st Luitenant bij de 2nd U.S. Cavalry in 1855 en vervolgens tot kapitein in 1856.

## De Amerikaanse Burgeroorlog
Op 27 februari 1861 nam Evans ontslag uit het leger en nam kort daarna dienst in het Zuidelijke leger. In juli kreeg hij de rang van kolonel en de leiding over een kleine brigade. Hij nam deel aan de Eerste Slag bij Bull Run. Hij doorzag als eerste Zuidelijke officier de Noordelijke intentie om bij dageraad de Zuidelijke linkerflank aan te vallen. Zijn brigade speelde een cruciale rol in het winnen van de slag. Evans werd gewaardeerd en gerespecteerd voor zijn tactische inzichten en dapperheid tijdens de gevechten. Zijn moeilijk karakter en zijn passie voor alcoholische dranken was echter een bron van ergernis bij zijn collega’s en superieuren.
Zijn brigade werd uitgebreid met regimenten uit Mississippi en Virginia. Hij kreeg de opdracht om de verschillende oversteekplaatsen over de Potomac te bewaken ten westen van Washington D.C.. In oktober 1861 stak een Noordelijke strijdmacht bij Leesburg, Virginia de rivier over. In de Slag bij Ball's Bluff dreef Evans de vijand terug over de Potomac. De Noordelijken leden aanzienlijke verliezen. Als beloning werd Evans bevorderd tot brigadegeneraal met als ingangsdatum zijn overwinning bij Ball's Bluff.
Zijn volgende opdracht was om te helpen bij de kustverdediging van Charleston South Carolina. Evans kreeg het First Military District onder zijn hoede waarin ook Secessionville lag. Hij zou weinig tot geen rol spelen in de gelijknamige veldslag die twee dagen na zijn aankomst uitgevochten werd. Na verschillende schermutselingen bij Pineberry, Willtown en White Point kreeg Evans in juli 1862 het bevel over een nieuw gevormde brigade. Deze bestond uit regimenten van South Carolina. Hij sloot zich aan bij het Army of Northern Virginia onder leiding van Robert E. Lee.
Evans’ brigade nam deel aan de veldslagen bij Bull Run, South Mountain en Antietam in 1862. Tijdens deze laatste slag had Evans een halve divisie onder zijn bevel die bestond uit zijn eigen brigade en die van kolonel George T. Anderson. Daarna werd zijn brigade naar het oosten van North Carolina gestuurd om de Noordelijke raid op Kinston en Goldsboro te bestrijden. Na de Slag bij Kinston werd Evans voor de krijgsraad gebracht wegens dronkenschap. Maar hij werd vrijgesproken.
In de zomer van 1863 werd zijn brigade toegevoegd aan het leger van Joseph E. Johnston tijdens de Vicksburgveldtocht. Na deze veldtocht keerde de brigade terug naar Charleston. Evans had daar een meningsverschil met zijn superieur, generaal Roswell S. Ripley. Hij werd opnieuw aangeklaagd, maar werd opnieuw vrijgesproken. Van generaal P.G.T. Beauregard kreeg Evans zijn oude brigade niet terug. Beauregard vond hem incompetent. Uiteindelijk kreeg Evans pas in de lente van 1864 een nieuw commando. Net voor zijn vertrek naar zijn brigade, die zou ingezet worden in de Richmond-Petersburgveldtocht, werd Evans zwaar gewond in een ongeval met een koets. Evans’ brigade kreeg een nieuwe naam en werd vernoemd naar zijn nieuwe bevelhebber Stephen Elliot, Jr.. Tijdens de Slag van de Krater werd de brigade vrijwel volledig vernietigd doordat hun loopgraven net boven de mijn lagen.
Na zijn herstel keerde Evans niet meer terug naar het front. Hij was kort werkzaam in het ministerie voor oorlog. Hij vluchtte samen met president Jefferson Davis de Zuidelijke hoofdstad naar het einde van de oorlog toe.

## Latere jaren
Na de oorlog werd Evans directeur van een middelbare school. Eerst in Cokesbury en daarna in Midway, Alabama. Hij stierf in Midway in 1868 waarschijnlijk aan de gevolgen van zijn eerder ongeluk met de koets. Zijn stoffelijk overschot werd begraven in Tabernacle Cemetery in Cokesbury.